# Komorowo (gmina)
Komorowo (od 1973 Wąsewo) – dawna gmina wiejska istniejąca od XIX wieku (z krótką przerwą) do 1954 roku w woj. białostockim/woj. warszawskim (dzisiejsze woj. mazowieckie). Nazwa gminy pochodzi od wsi Komorowo, lecz siedzibą władz gminy było Wąsewo.
Za Królestwa Polskiego gmina Komorowo należała do powiatu ostrowskiego w guberni łomżyńskiej. Gminę zniesiono w 1868 roku, a z jej obszaru powstały dwie nowe gminy: Lubiejewo (Lubiewo) i Wąsewo. Manewr ten został anulowany w 1874 roku, odtąd właśnie gmina Komorowo pojawia się ponownie, a równocześnie nieobecne są gminy Lubiejewo i Wąsewo.
Przez większą część okresu międzywojennego gmina Komorowo należała do powiatu ostrowskiego w woj. białostockim. 1 kwietnia 1939 roku gminę Komorowo wraz z całym powiatem ostrowskim przyłączono do woj. warszawskiego.
Po wojnie gmina zachowała przynależność administracyjną. Według stanu z 1 lipca 1952 roku gmina była podzielona na 52 gromady: Antoniewo, Bagatele, Brudki Nowe, Brudki Stare, Brzezienko Nowe, Brzezienko Rościszewskie, Brzezienko Stare, Chojny, Czersin, Dalekie, Grądy, Grądziki, Grębki, Jelenie, Jelonki, Komorowo, Koziki, Koziki-Majdan, Króle, Lipniki, Lubiejewo Nowe, Lubiejewo Stare, Mokrylas Szlachecki, Mokrylas Włościański, Pałapus Szlachecki, Pałapus Włościański, Popielarnia, Pólki, Przedświt, Przyborowie, Przyborowie kol., Przyjmy, Rogoźnia, Ruda, Rynek, Rząśnik-Majdan, Rząśnik Szlachecki, Rząśnik Włościański, Sielc, Stok, Sulęcin, Sulęcin kol., Sulęcin Szlachecki, Sulęcin Włościański, Trynosy, Ulasek, Wąsewo, Wąsewo kol., Wysocze, Zakrzewek, Zalesie, Zastawie, Zgorzałowo. Gmina została zniesiona 29 września 1954 roku wraz z reformą wprowadzającą gromady w miejsce gmin. Jednostki nie przywrócono 1 stycznia 1973 roku po reaktywowaniu gmin, utworzono natomiast jej terytorialny odpowiednik, gminę Wąsewo.